# 商体
数学における整域の分数体（ぶんすうたい、英: field of fractions）あるいは商体（しょうたい、field of quotients）とは、与えられた整域に対してそれを部分環として含む最小の体である。整域 R の商体の元は a ≠ 0 および b なる整域 R の元によって分数 b/a の形に表される。環 R の商体が K であることを K = Quot(R) や K = Frac(R) のように表すこともある。
{\displaystyle {\text{Frac}}(R):=\left\{{\frac {n}{d}}\mid n,d\in R,d\neq 0\right\}.}
この構成物はしばしば「商の体」"field of quotients" とか「商体」"quotient field" あるいは「分数の体」"field of fractions" とか「分数体」"fraction field" などと様々に呼ばれるが、それらは個人の感覚や趣向によるものである。また「商体」と表現すると環のイデアルによる商（商環、剰余環）と紛らわしいが、それとはまったく異なる概念である。
ここで整域は環として単位的である（乗法単位元を持つ）ことは仮定しない。商体の構成は、零因子を持たない任意の非自明な可換擬環という意味での整域に対して有効である。

## 例
- 有理整数環 Z に対する商体 Frac(Z) は有理数体 Q である。
- ガウス整数環 R := {a + bi | a,b ∈ Z} に対する商体 Quot(R) はガウス有理数の全体 {c + di | c,d ∈ Q} である。
- 体（それ自身を整域と見るとき）の商体は、同型の違いを除いてもとの体自身である。
- 与えられた体 K 上の一変数多項式環 K[X] は整域であり、その商体は一変数有理函数体と呼ばれ K(X) で表される。
- 一般に、与えられた体 K 上の多変数多項式環 K[X1, ..., Xn] は整域であり、その商体は多変数有理函数体 K(X1, ..., Xn) である。
- 同様に、与えられた体 K 上の一変数形式冪級数環 K[[X]] もまた整域であり、その商体は一変数形式ローラン級数体あるいは形式冪級数体と呼ばれ K((X)) で表される。

## 商体の構成
R を、零因子を持たず、少なくとも一つの非零元 e を持つ可換環という意味での整域とする。R に対する分数全体の成す体 Quot(R) は、以下のようにして得られる。
Quot(R) （の台集合）は、 R の元 n と R の非零元 d ≠ 0 からなる対 (n, d) の全体に
対 (n, d) が対 (m, b) と同値となるのは R の元として nb = md が成立するときであり、かつそのときに限る
と定義される同値関係を入れたとき、その同値類全体の成す集合である。ここで (n, d) の属する同値類を n/d と記す（n/d が所期の分数であると考えることができる）。ふたつの同値類 (n, d), (m, b) の和は (nb + md, bd) の属する同値類
{\displaystyle {\frac {n}{d}}+{\frac {m}{b}}={\frac {nb+md}{bd}}}
とし、積は (mn, db) の属する同値類
{\displaystyle {\frac {n}{d}}\cdot {\frac {m}{b}}={\frac {mn}{bd}}}
とする。この和と積に関して Quot(R) は環となる。R の元 n に対して (ne, e) を対応させる写像
{\displaystyle R\to {\text{Quot}}(R);\ n\mapsto (ne,e)}
は環 R から環 Quot(R) への環としての埋め込みを与える（この埋め込みは非零元 e の取り方に依らずに定まることに注意）。もし R が乗法単位元 1 を持つならば (en, e) は (n, 1) と同値である。このとき、(e, e) の属する同値類 1 = e/e が環 Quot(R) における乗法単位元を与えることや、m, d がともに 0 でないとき (d, m) の属する同値類 d/m が同値類 m/d の逆元を与えることを確認することは容易い。したがって、Quot(R) は可換体である。
整域 R の商体は、
f: R → F が R から可換体 F への単射な環準同型ならば f の延長となる環準同型 g : Quot(R) → F が一意的に存在する
という普遍性によって特徴付けられる。この商体の構成は圏論的に解釈することができる。C を整域と単射環準同型の成す圏とすれば、整域にその商体を対応させ、環準同型をそれが誘導する（普遍性によって存在の示される）可換体上の準同型に対応させる C から可換体の圏への函手は、可換体の圏から C への忘却函手の左随伴である。